# Руда-Крехівська
Руда-Крехівська (пол. Ruda Krechowska) — село в Україні, у Жовківській міській громаді Львівського району Львівської області.

## Історія
Руда-Крехівська належала до Жовківського повіту, 13 км на захід від Жовкви, 6 км на північ від Крехова. На пн.-зах., північ, пн.-сх. лежав Кунин, на схід Глинськ, на південь Нова Скварява і Крехів, на пд.-зах. Крехів. Пд.-зах. частиною села пропливає потік Бзинка, притока Деревенки, яка впадає в Свиню (притоку Рати) і приймає на території села з лівого берегу потік Кислянку. Сільська забудова лежить на південному-сході території села. На пн.-сх. від села лежить група будинків «Чорнії», а на схід група будинків «Хами». В 1880 році було 78 будинків 445 жителі в гміні; 6 римо-католиків, 426 греко-католиків, 13 ізраелітів; 432 русини, 13 німців. Парафія римо-католицька була в Жовкві, греко-католицька була в Крехові.
12 червня 2020 року, відповідно до розпорядження Кабінету Міністрів України № 718-р «Про визначення адміністративних центрів та затвердження територій територіальних громад Львівської області», село увійшло до складу Жовківської міської громади.
19 липня 2020 року, в результаті адміністративно-територіальної реформи та ліквідації Жовківського району, село увійшло до складу новоствореного Львівського району.

## Відомі люди
- Гайдаров Максим Аркадійович (21.06.1995 - 02.05.2022) - солдат ЗСУ, уродженець м. Кам'янець-Подільський, Кам'янець-Подільського району, Хмельницької області, проживав у с. Руда-Крехівська. Загинув поблизу м. Золоте, Сєвєродонецького району, Луганської області.
- Тіхоміров Максим Андрійович (05.09.1988 - 15.09.2022) - солдат ЗСУ, загинув поблизу с. Безіменне, Херсонської області. Поховали захисника 03.05.2023 в с. Руда-Крехівська.